# Parque nacional Tyresta
El Parque Nacional Tyresta (en sueco: Tyresta nationalpark) está situado en los municipios de Haninge y Tyresö, en el condado de Estocolmo, en la provincia histórica de Södermanland. Este parque nacional sueco ocupa 1962 ha y está rodeado por la reserva natural de Tyresta, con un total de casi 5 000 ha protegidas, en contacto directo con la metrópoli de Estocolmo.
El paisaje de Tyresta es una meseta intercalada con pequeños valles que siguen las líneas de falla del lecho rocoso de gneis. La capa de suelo de la meseta es muy fina y, por tanto, el bosque de pino silvestre que crece allí es relativamente pobre. Sin embargo, a pesar de su proximidad a Estocolmo, se trata en gran medida de un bosque antiguo, no afectado por la industria forestal. El parque es, por tanto, un refugio para muchas especies vegetales y animales amenazadas por la industria forestal en otros lugares.
La zona fue colonizada por los humanos hace unos 10.000 años, primero de forma estacional y luego de forma permanente. Los pueblos de Tyresta y Åva, que bordean el parque, datan de la última Edad de Hierro germánica. A lo largo de la Edad Media, el bosque fue utilizado de forma limitada por estos pueblos. Los primeros desarrollos importantes se remontan al siglo XVIII, cuando los ríos se utilizaban para impulsar los molinos de agua. Sin embargo, a partir del siglo XIX se desarrolló la industria forestal y se explotó gran parte del bosque. Sin embargo, una de las propietarias del pueblo de Tyresta se negó a renunciar a sus derechos, salvando así el bosque que ahora forma el corazón del parque. A partir de 1936, fue adquirida por el municipio de Estocolmo y se convirtió en una zona de ocio para sus habitantes. En 1978 se protegió el corazón del bosque como reserva natural y en 1993 se creó el parque nacional.
En 2017, el parque sigue siendo un sitio natural muy popular, especialmente para los habitantes de la capital, con un total de 320.000 visitantes al año. La actividad principal es el senderismo, que permite apreciar los antiguos bosques y descubrir la vasta zona arrasada por un incendio en 1999, donde la naturaleza se está regenerando poco a poco. 